# Lepisorus carnosus
Lepisorus carnosus là một loài dương xỉ trong họ Polypodiaceae. Loài này được C.F.Zhao, R.Wei & X.C.Zhang mô tả khoa học đầu tiên năm 2019.